# Ланаса (митология)
Ланаса (на гръцки: Λάνασσα, Lanassa) в древните легенди се смята за прародителка на молоския царски род в Епир. Тя е правнучка или внучка на Херкъл.
Според Плутарх Ланаса е дъщеря на Клеодай и внучка на сина на Херкъл Хил. Според Юстин тя е внучка на легендарния гръцки герой Херкъл. Когато Неоптолем, синът на Ахил, след Троянската война завладява Епир, отвлича насила Ланаса от храма на Зевс към Додона и се жени за нея. Той има с Ланаса един син с името Пирхос и други седем деца. При Феликс Якоби те имат син Лизимах.